# Saqar Yelqī
Saqar Yelqī (persiska: سقر يلقی) är en ort i Iran.   Den ligger i provinsen Golestan, i den norra delen av landet, 300 km nordost om huvudstaden Teheran. Antalet invånare är 989.
Terrängen runt Saqar Yelqī är mycket platt, och sluttar västerut. Runt Saqar Yelqī är det ganska tätbefolkat, med 207 invånare per kvadratkilometer. Närmaste större samhälle är Gorgan, 19,8 km söder om Saqar Yelqī. Trakten runt Saqar Yelqī består till största delen av jordbruksmark.